# Grua
La Grua (dapprima chiamato anche Lagone) è un torrente che scorre in provincia di Novara, dalla lunghezza di circa 12 km, affluente dell'Agogna.
Nasce dall'alpe Grua vicino alla strada della Cremosina e sfocia nel torrente Agogna presso la città di Borgomanero, dopo aver attraversato il rione Santa Croce. Prima che l'Agogna fosse deviata nel '600, il torrente nel tratto terminale scorreva in un alveo naturale e aveva una lunghezza maggiore.

## Percorso
Il Lagone - Grua nasce a circa 450 m s.l.m. dalle falde del Monte Fenera, nel comune di Pogno; dopo pochi km, attraversa il passo della Cremosina, in provincia di Novara. Il suo alveo è molto discontinuo e caratterizzato dalla forte pendenza e dalla corrente sostenuta fino alla periferia di Borgomanero, dove allarga il suo alveo di qualche metro (venendo anche canalizzato) e raggiunge l'Agogna, unito alla portata di diverse rogge che provengono dalla Baraggia.

## Qualità delle acque
Il Grua, durante il suo breve percorso, riceve diversi fattori chimici che alterano la qualità delle acque. Il torrente è - assieme al Tancognino - l'affluente più inquinato dell'Agogna. Questo è dovuto all'alta antropizzazione del bacino idrografico, specie nel tratto urbano di Borgomanero, oltre che ai numerosi scarichi di rubinetterie nell'alto corso.
La qualità delle sue acque, monitorate presso Santa Croce di Borgomanero, è stata giudicata pessima.

## Portata media
La portata media annuale è di circa 0,6 m³/s ed il deflusso medio annuo si attesta sui 1011 mm. 
Le portate più alte si verificano in primavera ed in tardo autunno, con il massimo primaverile lievemente più basso rispetto a quello autunnale.
Il bacino, nella sua parte più a monte, è caratterizzato da un'elevata piovosità media. In caso di piene eccezionali, la portata aumenta notevolmente, concorrendo ad ingrossare l'Agogna. Si sono verificate non poche esondazioni nel corso degli anni, specie nell'attraversamento di Borgomanero.